# Jallans
Jallans ist eine französische Gemeinde mit 787 Einwohnern (Stand: 1. Januar 2022) im Département Eure-et-Loir in der Region Centre-Val de Loire; sie gehört zum Arrondissement Châteaudun und zum Kanton Châteaudun. Die Einwohner werden Mamésiens genannt.

## Geographie
Jallans liegt etwa zwei Kilometer östlich vom Stadtzentrum von Châteaudun. Umgeben wird Jallans von den Nachbargemeinden Donnemain-Saint-Mamès im Norden, Moléans im Norden und Nordosten, Villemaury mit Lutz-en-Dunois im Osten und Südosten sowie Châteaudun im Süden und Westen.

## Bevölkerungsentwicklung
| Jahr                      | 1962 | 1968 | 1975 | 1982 | 1990 | 1999 | 2006 | 2013 |
| Einwohner                 | 423  | 484  | 570  | 631  | 772  | 751  | 757  | 813  |
| Quelle: Cassini und INSEE |      |      |      |      |      |      |      |      |

## Sehenswürdigkeiten

Kirche Sainte-Madeleine

- Kirche Sainte-Madeleine